# 中国国际数字产品博览会
中国国际数字产品博览会，是由中国福建省政府主办的以数字产业为核心的展会。2021年首次举办，举办地为福州市。目前还未举办预期在2021年4月或5月举办。

## 历史
博览会主要展示数字产品积极融入服务业以及国内国际双循环。